# Dunbartonshire (circonscription du Parlement d'Écosse)
Avant les Actes d'Union de 1707, les barons du comté de Dumbarton élisaient des commissaires pour les représenter au Parlement monocaméral d'Écosse et à la Convention des États.
À partir de 1708, le Dumbartonshire était représenté par un Membre du Parlement à la Chambre des communes de Grande-Bretagne.

## Liste des commissaires du comté
- 1593: Sir James Seton de Touch
- 1593: Sir James Edmonstone de Duntreath
- 1608: Sir Aulay MacAulay de Ardincaple
- 1612: Alexander Colquhoun de Luss
- 1617: William Semple de Fulwood
- 1621: John Colquhoun de Luss[1]
- 1621: Henry Stirling de Ardoch
- 1628-33, 1645, 1649 et 1651: Sir Ludovic Houston de Houston[2],[3]
- 1630: nom inconnu
- 1633: James Muirhead de Lachop, yr
- 1639-41, 1648: Duncan Campbell de Carrick[4]
- 1640–41; 1643-49: Sir Humphrey Colquhoun de Balvie[5]
- 1643, 1645-47, 1648–49: William Semple de Fulwood
- 1650, 1661-63, 1665 convention, 1667 convention et 1669–74: Sir John Colquhoun de Luss[5]
- 1661-63, 1665 convention, 1667 convention, 1669-74: John Napier de Kilmahew[6]
- 1678 convention: William Hamilton de Orbiston[7]
- 1678 convention et 1681–82: Sir Patrick Houston[2],[3]
- 1681–82: William Noble de Dalnotter[8]
- 1685–86: Nicoll Buntine de Ardoch[9]
- 1685–86: Alexander Gartshore[9]
- 1689 (convention), 1689–1702: Claude Hamilton de Barnes[10]
- 1689 (convention), 1689–98: William Colquhoun de Craigtoun[10]
- 1700–01: John Haldane de Gleneagles[10]
- 1702–07: William Cochrane de Kilmaranock[11]
- 1702–07: Sir Humphrey Colquhoun de Luss[5]